# Instytut Kultury i Języka Francuskiego Uniwersytetu Opolskiego

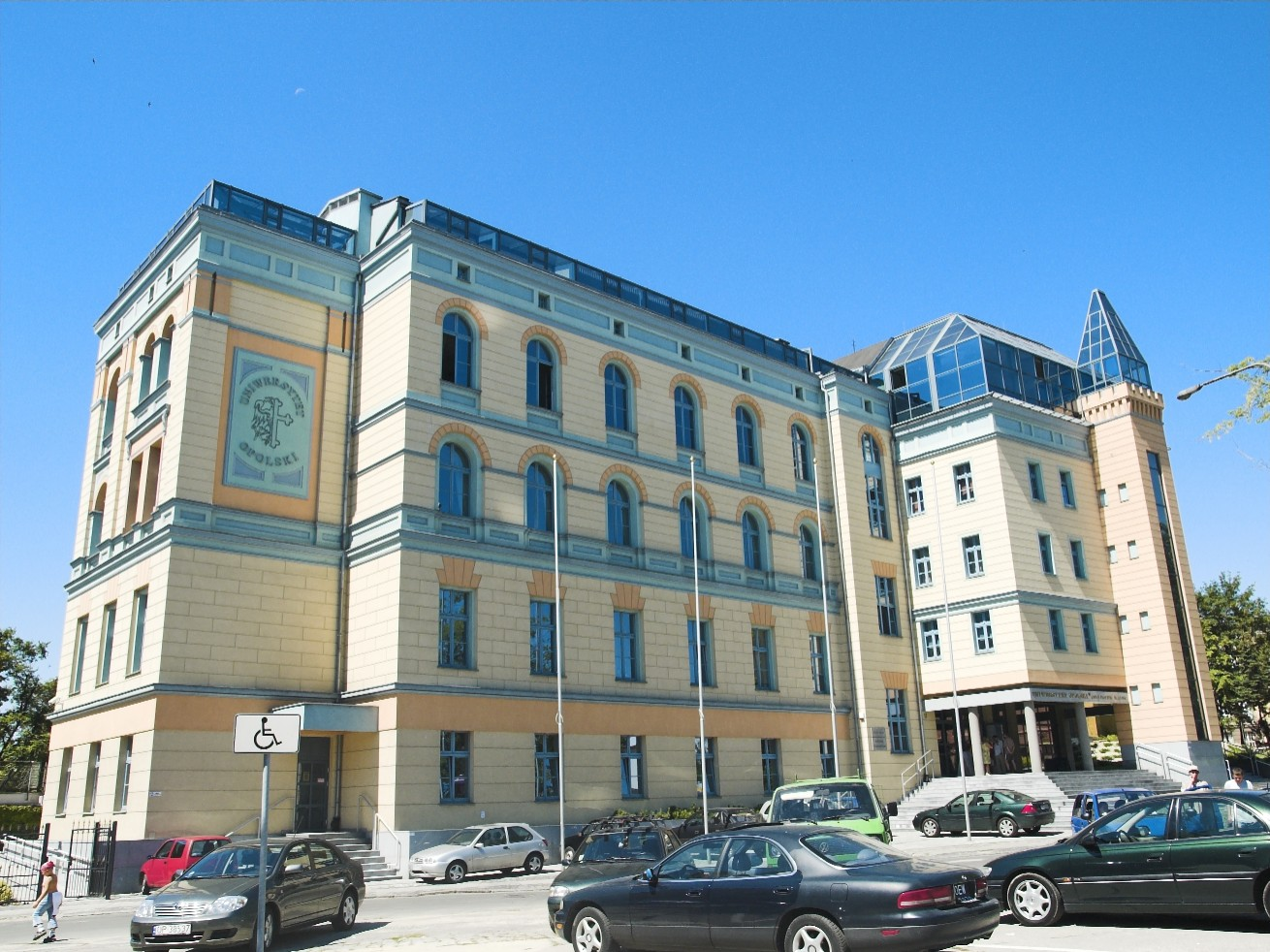
Collegium Maius, siedziba Katedra Kultury i Języka Francuskiego UO

Katedra Kultury i Języka Francuskiego Uniwersytetu Opolskiego (KKiJF UO) – jednostka dydaktyczno-naukowa należąca do struktur Wydziału Filologicznego Uniwersytetu Opolskiego. Aktualnie zatrudnionych jest 9 pracowników naukowo-dydaktycznych, w tym 1 na stanowisku profesora zwyczajnego ze stopniem naukowym profesora, 1 profesor nadzwyczajny ze stopniem doktora, 1 adiunkt z habilitacją, 4 adiunktów ze stopniem doktora oraz 2 asystentów z tytułem magistra. Katedra prowadzi działalność dydaktyczną i badawczą związaną z literaturoznawstwem romańskim, językoznawstwem romańskim, językoznawstwem stosowanym, translatoryką. Oferuje ona studia na kierunkach: filologia romańska od podstaw. Aktualnie na katedrze kształci się studentów w trybie dziennym. Siedzibą katedry jest gmach Collegium Maius Uniwersytetu Opolskiego, mieszczący się przy placu Mikołaja Kopernika 11 w Opolu.

## Adres
Katedra Kultury i Języka Francuskiego

Uniwersytetu Opolskiego 

pl. Mikołaja Kopernika 11 

45-040 Opole

## Historia
Katedra Kultury i Języka Francuskiego istnieje pod tą nazwą od 2 stycznia 2008 roku. Powstała w wyniku przekształcenia Międzyinstytutowego Zakładu Kultury i Języka Francuskiego, samodzielnie działającego od grudnia 2005 roku. Wcześniej mieścił się w strukturze organizacyjnej Instytutu Filologii Polskiej UO, gdzie przez ponad 10 lat prowadzono studia francuskie pod nazwą specjalizacja francuska, adresowane do wszystkich studentów opolskiej uczelni, posiadających odpowiedni poziom znajomości języka francuskiego. W październiku 2005 r. zostały uruchomione trzyletnie zawodowe studia stacjonarne na kierunku filologia romańska. Program studiów został skonstruowany zgodnie z najnowszymi wymaganiami współczesnego świata, uznając translatorykę, szeroko rozumianą, jako najlepsze źródło zdobywania wiedzy także o Francji, poprzez równoczesne kształtowanie kompetencji językowych i uwrażliwianie na różnice kulturowe Francji oraz Polski. Jednocześnie zaproponowano studentom specjalność: komunikacja publiczna, by stworzyć im szeroki wachlarz możliwości zatrudnienia po studiach. Studenci mogą korzystać z biblioteki i czytelni oraz pracowni komputerowej. Od 2008 roku romanistyka opolska prowadzi studia dwustopniowe. Od roku akademickiego 2009/2010 zostanie uruchomiona romanistyka od podstaw.

## Kierunki kształcenia
Katedra Kultury i Języka Francuskiego Uniwersytetu Opolskiego kształci studentów w ramach studiów dziennych na studiach pierwszego stopnia (licencjackich, 3-letnich) na kierunku filologia romańska od podstaw. Absolwenci studiów pierwszego stopnia mogą kontynuować naukę w ramach studiów drugiego stopnia (magisterskich uzupełniających, 2-letnich) na kierunku filologia romańska studia w języku francuskim.

## Struktura organizacyjna
Pracownicy:
- Kierownik: prof. dr hab. Krystyna Modrzejewska
- dr Fabrice Marsac, prof. UO
- dr hab. Anna Ledwina
- dr Anna Kaczmarek
- dr Magdalena Dańko
- dr Jan Lazar
- dr Halina Chmiel-Bożek
- mgr Aleksandra Bogocz
- mgr Tomasz Różycki

## Studenckie Koło Naukowe Romanistów
Przy Katedrze działa Studenckie Koło Naukowe Romanistów, które zostało założone na początku roku akademickiego 2015/2016. Opiekunem naukowym koła jest dr Jan Lazar. Stowarzyszenie studenckie liczy około 20 członków, w tym trzyosobowy zarząd, wybierany na początku każdego roku akademickiego na jednoroczną kadencję. SKNR organizuje wydarzenia, których celem jest promowanie języka francuskiego oraz prowadzi stronę w ramach portalu Facebook.

## Siedziba
Aktualna siedziba Katedry Kultury i Języka Francuskiego UO znajduje się w gmachu Collegium Maius przy placu Kopernika 11 w Opolu. Geneza tego budynku sięga XIII wieku, kiedy to na jego miejscu powstał klasztor dominikanów (początkowo drewniany, a od XIV wieku murowany). Obiekt ten przechodził liczne zmiany, przebudowy i rozbudowy w ciągu wieków. Na początku XIX wieku został on przejęty przez władze państwowe, które w latach 1851–1990 umieściły w nim szpital św. Wojciecha. W 1998 roku budynek gruntownie zmodernizowano, pozostawiając tylko zabytkowe ściany na potrzeby dydaktyczne opolskiej uczelni.